# Condroz

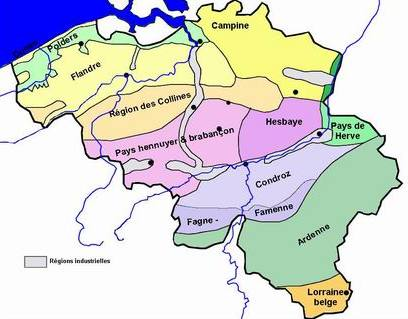
Regiones naturales de Bélgica
Condroz

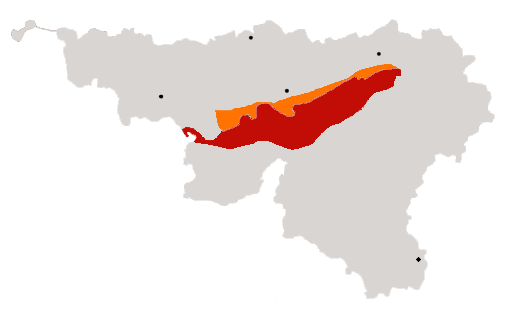
Mapa de Condroz (en rojo) y las Ardenas condrusinas (en naranja) en Región Valona.

El Condroz es una región natural y geológica en el centro de Región Valona y en el sur de Bélgica. Su capital es Ciney. Abarca las provincias de Lieja, Luxemburgo, Namur y Hainaut. Su nombre proviene del pueblo celta de los condrusos.
Una estructura geológica muy típica caracteriza esta región: durante el plegamiento herciniano, las capas de tierras aluviales horizontales (arcilla y arena) del cámbrico, del Silúrico devoniano van a empujarse hacia lo alto desde el sur y encontrarse una al lado de la otra hasta quedar una bajo otra. Más tarde se formaron por la erosión las pequeñas elevaciones arenosas poco fértiles con bosques y los valles fértiles.
El Condroz es una región poca poblada, hecha de colinas suaves de una altitud entre 200 y 300 metros. En el siglo XIX una franja estrecha de unos 6 km de anchura y una altitud media de 260 metros en la frontera con el valle del Mosa y del Sambre fue reforestada con abeto utilizados en las minas de carbón. Por esta peculiaridad paisajística, esta parte se llama las Ardenas condrusinas. El resto mantuvo su aspecto original: pasto y tierras de labor en los valles, llamados en valón chavée o xhavée, con pequeños bosques dispersos en las cimas oblongas de las colinas.
En la región de Condroz nacen los ríos Bocq y Samson.